# Яблоневые
Яблоневые (лат. Maleae, ранее — Pyreae) — триба двудольных растений в составе подсемейства Сливовые (Amygdaloideae) семейства Розовые (Rosaceae).

## Таксономия
Maleae Small, 1930, Manual of the Southeastern Flora 632.
Синоним
Pyreae Baill., 1869

## Классификация
Триба включает в себя 37 родов:
- Amelanchier Medik. — Ирга
- ×Amelasorbus Rehder, межродовой гибрид ирги и рябины
- Aronia Medik. — Арония
- Chaenomeles Lindl. — Хеномелес
- Chamaemeles Lindl.
- Cotoneaster Medik. — Кизильник
- +Crataegomespilus Simon-Louis ex Bellair, гибрид пересадки тканей боярышника и мушмулы
- Crataegus L. — Боярышник
- ×Crataemespilus E.G.Camus, межродовой гибрид боярышника и мушмулы
- Cydonia Mill. — Айва
- Dichotomantes Kurz
- Docynia Decne.
- Eriobotrya Lindl. — Эриоботрия
- Hesperomeles Lindl. — Хесперомелес
- Heteromeles M.Roem.
- Kageneckia Ruiz & Pav. — Кагенекия
- Lindleya Kunth — Линдлейя
- Malacomeles (Decne.) Engl.
- Malus Mill. — Яблоня
- Mespilus L. — Мушмула
- Osteomeles Lindl. — Остеомелес
- Peraphyllum Nutt.
- Photinia Lindl. — Фотиния
- Pseudocydonia (C.K.Schneid.) C.K.Schneid. — Псевдосидония
- Pyracantha M.Roem. — Пираканта
- ×Pyracomeles Rehder ex Guillaumin, межродовой гибрид остеомелеса и пираканты
- +Pyrocydonia H.K.A.Winkl. ex L.L.Daniel, гибрид пересадки тканей айвы и груши
- ×Pyronia H.J.Veitch ex Trab., межродовой гибрид айвы и груши
- Pyrus L. — Груша
- Rhaphiolepis Lindl.
- ×Sorbaronia C.K.Schneid., межродовой гибрид рябины и аронии
- ×Sorbocotoneaster Pojark. — Рябинокизильник, межродовой гибрид рябины и кизильника
- ×Sorbocrataegus ined., временное название, созданное для неназванного межродового гибрида, рябины и боярышника
- ×Sorbomespilus ined., временное название, созданное для неназванного межродового гибрида, рябины и мушмулы
- ×Sorbopyrus C.K.Schneid., межродовой гибрид рябины и груши
- Sorbus L. — Рябина
- Vauquelinia Corrêa ex Bonpl. — Вокелиния